# Матаморос, Марта
Марта Матаморос Фигероа (исп. Marta Matamoros Figueroa; 1909—2005) — деятельница рабочего движения Панамы. За свою жизнь была сапожницей, швеей, профсоюзной активисткой, коммунистическим и левонационалистическим лидером; её имя стало «синонимом организованного труда» в панамской истории. 
Известна ролью в забастовках 1940-х годов, в результате которых работницы получали оплачиваемый отпуск по беременности и родам и гарантированную работу во время отпуска. В 1951 году стала первой женщиной-генеральным секретарем Федерации профсоюзов трудящихся Панамы. Возглавленный Матаморос в 1959 году «Марш голода и отчаяния» привёл к принятию первого в Панаме закона о минимальной заработной плате. Как участница коммунистического движения подвергалась преследованиям, однако продолжила протесты против вмешательства США в дела Панамы. 
В 1994 году она была награждена Большим крестом ордена Омара Торрихоса Эрреры, а в 2006 году уже в её честь был назван почетный орден — Орден Марты Матаморос в знак признания тех, кто выступал за гендерное равенство в Панаме.

## Биография
Марта Матаморос родилась 17 февраля 1909 года в районе Санта-Ана в столице Панаме в семье Хосефы Фигероа и Гонсало Матаморос. Её отец был профессиональным музыкантом. Оба её родителя были из приграничной области между Коста-Рикой и Панамой, известной как регион Кото. Из-за споров Коста-Рики и Панамы за эту территорию разразилась война за Кото, и семья была вынуждена бежать обратно в столицу Панаму.

## Деятельность
Вынужденная бросить школу из-за безденежья, Матаморос начала работать сапожницей, а затем портнихой. В 1941 году она устроилась на фабрику El Corte Inglés и столкнулась с суровыми условиями, в которых трудились рабочие. Семьдесят процентов рабочей силы на текстильном производстве составляли женщины, которые сидели в небольших тесных кабинках. Женщины работали от 12 до 13 часов в день и получали от 5 до 7 долларов в неделю. Для сравнения, мужчинам платили от 15 до 20 долларов в неделю. Отпуска по беременности и родам не существовало, поэтому, если работница беременела, ей приходилось работать до родов и незамедлительно возвращаться, иначе ей грозила потеря работы.
В 1945 году Матаморос вступила в профсоюз портных и смежных профессий Панамы (исп. Sindicato de Sastres y Similares de Panamá) и быстро продвинулась по профсоюзной лестнице до финансового секретаря организации. К 1946 году Матаморос возглавила забастовку портных из Bazar Francés. Стачка продлилась 38 дней и была объявлена незаконной, а работницы, включая Матаморос, были уволены, однако женщинам удалось привлечь внимание к своим требованиям лучших условий и оплаты труда. Этот вопрос согласились поднять Эстер Нейра де Кальво и Гумерсинда Паэс — первые женщины в Национальном собрании. Забастовка Матаморос привела к тому, что работницы получили оплачиваемый отпуск по беременности и родам с сохранением заработной платы и гарантии занятости. Он также гарантировал им работу в течение одного года после рождения ребенка с изменением в 1947 году Трудового кодекса.
Позже в том же году Матаморос возглавила протесты против продления концессий Второй мировой войны для военных баз Соединенных Штатов в Панаме до постоянного статуса. В 1951 году она стала первой женщиной-генеральным секретарем Федерации профсоюзов трудящихся Панамы (исп. Federación Sindical de Trabajadores de Panamá)  и участвовала в протестах против компании United Fruit Company, приведших к улучшению условий и оплаты труда. В том же году была арестована и провела 99 дней в тюрьме Модело за поддержку забастовки водителей автобусов из Рио-Абахо, которые требовали реформы заработной платы и социального страхования.
Была делегатом своего профсоюза на Конгрессе Всемирной федерации профсоюзов (ВФП), проходившем в Вене в 1953 году. В 1950-х годах Матаморос начала изучать работы Маркса и Ленина, а также посетила в Советский Союз. Она вступила в местную компартию, Народную партию Панамы и была избрана в её Центральный комитет.
Маккартистские порядки 1950-х привели к лишению Матаморос работы: её как коммунистку больше не брали на заводы. Вместо этого она сосредоточила свое внимание на профсоюзном органайзинге. В 1959 году Матаморос возглавила кампанию под названием «Марш голода и отчаяния» (исп. Marcha del Hambre y la Desesperación), направлявшийся из Колона в Панаму в знак протеста против высокой безработицы и инфляции. Марш добился принятия первого в стране закона о минимальной заработной плате и нового закона об арендаторах. Она возглавила протесты против вмешательства армии США 9 января 1964 года и протесты 1967 года против Договора Роблса-Джонсона, который возвращал Панаме суверенитет над зоной Панамского канала, но позволял американским войскам остаться на неограниченный срок.
Матаморос никогда не была замужем и не имела детей, чтобы не рисковать семьёй. Она основала множество организаций, помогающих женщинам, в том числе Альянс панамских женщин (исп. Alianza de Mujeres Panameñas), Авангард женщин (исп. Vanguardia de Mujeres), Женская комиссия по защите прав женщин и детей (исп. Comisión Femenina por Defensa de los Derechos de la Mujer y el Niño) и Национальный союз панамских женщин (исп. Unión Nacional de Mujeres Panameñas).

## Смерть и наследие

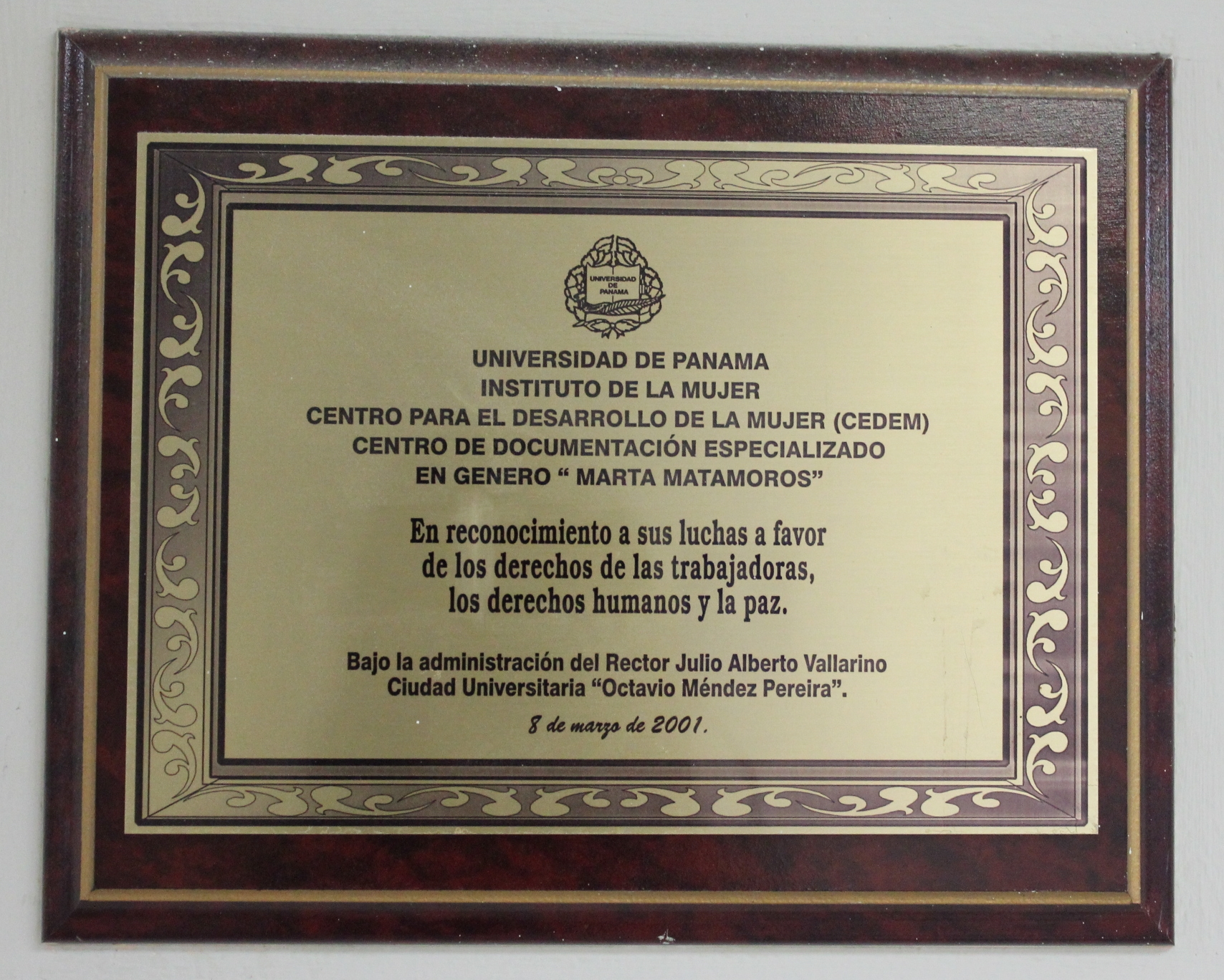
Мемориальная доска, присваивающая Институту женщин имя Марты Матаморос

Матаморос умерла 28 декабря 2005 года в своей квартире в Санта-Ане и осталась в памяти народа одной из ведущих участниц рабочего движения, наряду с Доминго Баррией и Анхелем Гомесом. В 1994 году она была награждена Большим крестом ордена Омара Торрихоса Эрреры. Во время празднования столетия Панамы была отмечена Панамским университетом как одна из 100 выдающихся женщин страны, и Институт женщин этого университета назван в её честь. Её имя также носит библиотека Национальной конфедерации трудящихся Панамы, а также конференц-зал в Министерстве труда и развития рабочей силы. В 2006 году исполнительным указом был учрежден Орден Марты Матаморос в честь женщин, которые были образцами для подражания и укрепили нацию, работая над социально-экономическими, политическими или культурными целями по улучшению гендерного равенства в обществе.